# سلوبي

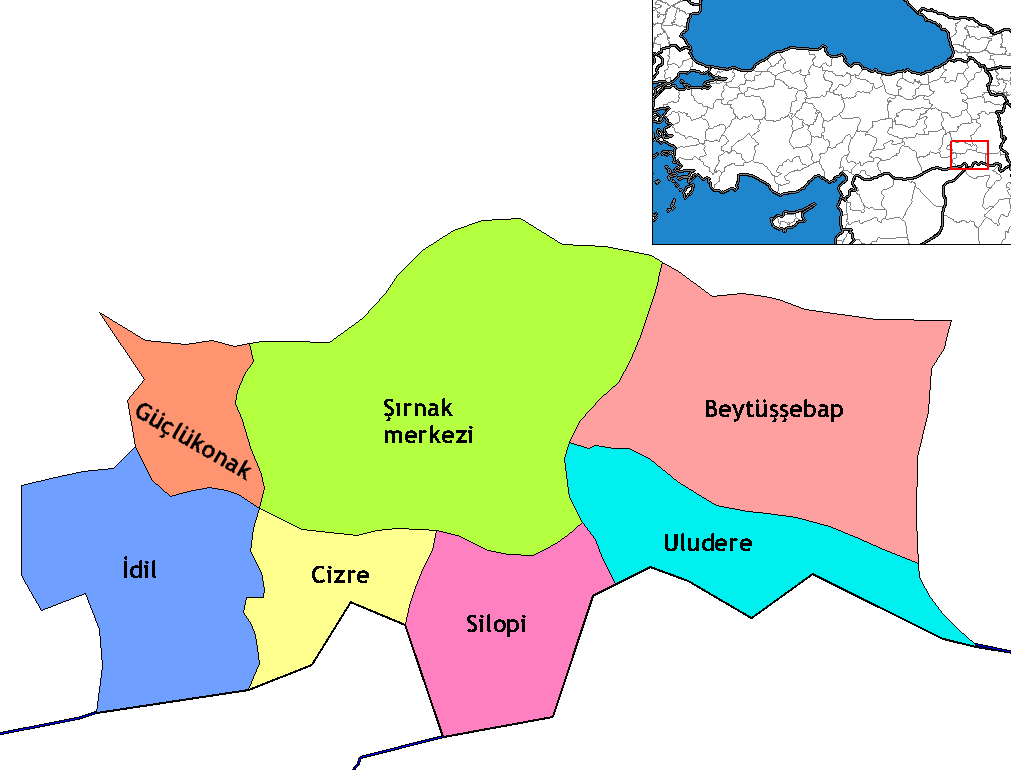
خارطة محافظة شيرناك ويتبين هنا موقع مدينة سيلوبي

سلوبي (بالكردية: سیلۆپی، Silopî) أو نهروان[بحاجة لمصدر] (كما كانت تعرف بالعربية) هي مدينة كردية في جنوب شرق تركيا، وأحد أقضية ولاية شرناق الواقعة بمنطقة كردستان تركيا. تنقسم المدينة إلى أحد عشر حياً، وبلغ عدد سكانها 103,831 نسمة في عام 2021.
تقع المدينة بالقرب من نقطة الحدود الثلاثية بين تركيا والعراق وسوريا، توجد بقربها نقطة حدودية وحيدة تربط تركيا والعراق وهي معبر الخابور، التي سُمّيت على اسم نهر الخابور الذي يجري في المنطقة.

## أعلام
- إيرول دورا